# Poznaj moich Spartan
Poznaj moich Spartan (ang. Meet the Spartans) – amerykański film komediowy z 2008 roku, w reżyserii Jasona Friedberga i Aarona Seltzera. Światowa premiera filmu miała miejsce 24 stycznia 2008, a premiera w Polsce 4 kwietnia 2008 roku. W Canal+ film tłumaczono jako Poznajcie moich Spartan a czytał Stanisław Olejniczak.
Film jest parodią filmu 300.

## Obsada
- Sean Maguire – Król Leonidas
- Carmen Electra – Królowa Margo
- Ken Davitian – Xerxes
- Kevin Sorbo – kapitan
- Diedrich Bader – Zdradiusz
- Method Man – Perski emisariusz
- Jareb Dauplaise – Dilio
- Travis Van Winkle – Sonio
- Phil Morris – posłaniec

## Parodie
| Filmów | Seriali          | Programów telewizyjnych                                                | Piosenek | Postaci | Postaci | Gier                            | Produktów                                                                                    |
| --- | ---------------- | ---------------------------------------------------------------------- | --- | --- | --- | ------------------------------- | -------------------------------------------------------------------------------------------- |
| - 300 - Borat - Casino Royale - Ghost Rider - Happy Feet: Tupot małych stóp - Rocky Balboa - Shrek Trzeci - Spider-Man 3 - Stomp The Yard - Transformers | - Brzydula Betty | - Zostań top modelką - Grasz czy nie grasz - Idol - Taniec z gwiazdami | - Aqua – „Barbie Girl” - Britney Spears – „Gimme More” - Emilíana Torrini – „I Will Survive” - Eve – „Tamborine” | - Angelina Jolie - Brad Pitt - Britney Spears - Chris Crocker - Dane Cook - Donald Trump - Ellen DeGeneres - George W. Bush - Kevin Federline | - Lindsay Lohan - Paris Hilton - Paula Abdul - Ryan Seacrest - Sanjaya Malakar - Simon Cowell - Tom Cruise - Twiggy - Tyra Banks | - Grand Theft Auto: San Andreas | - Dla bystrzaków (seria książek) - Gatorade - iPod - Nike - Starbucks - Subway - Winterfresh |